# Markus Steinhöfer
Markus Steinhöfer  est un footballeur allemand né le 7 mars 1986 à Weißenburg in Bayern, Allemagne.

## Carrière
- 2004-2006 :  Bayern Munich II
  - 2006-2008 :  Red Bull Salzbourg (prêt)
- 2008-jan. 2011 :  Eintracht Francfort
  - jan. 2010-2010 :  FC Kaiserslautern (prêt)
- jan. 2011-2013 :  FC Bâle
- 2013-jan. 2014 :  Betis Séville
- jan. 2014-jan. 2015 :  Munich 1860[1],[2]
- fév. 2015-2015 :  VfR Aalen
- 2015-2016 :  Sparta Prague
- jan. 2017-2018 :  SV Darmstadt 98
- 2018-2019 :  VfB Eichstätt

Le 1er juillet 2019, il a mis fin à sa carrière

## Sélections
- International allemand des -21 ans.

## Palmarès
- Red Bull Salzbourg:
  - Championnat d'Autriche: Champion en 2007
- FC Kaiserslautern:
  - 2.Liga: Champion en 2010
- FC Bâle:
  - Championnat de Suisse: Champion en 2011, 2012 et 2013
  - Coupe de Suisse: Vainqueur en 2012[2],[3]